# Val Visdende
La Val Visdende (dal latino vices, ossia dall'avvicendamento nella custodia del bestiame ivi praticato nei secoli passati) è una valle alpina del Comelico, in Veneto (provincia di Belluno), situata tra Santo Stefano di Cadore e Sappada. La vallata, luogo di indiscusso pregio naturalistico circondato da maestosi boschi di abeti rossi, a fine ottobre 2018 è stata duramente colpita dalla Tempesta Vaia che ha comportato la distruzione di circa un quarto di tutto il patrimonio boschivo, ovvero 150.000 metri cubi di legno pregiato.

## Geografia

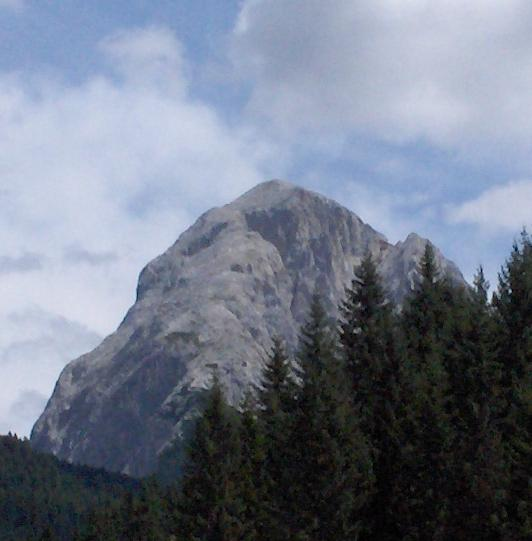
Monte Peralba

La vallata è formata dalla confluenza tra il torrente Cordevole (o Piave di Visdende) e il torrente Londo. Dal fondo valle è possibile vedere il monte Peralba nel suo versante occidentale. Dalla Val Visdende si può raggiungere, tramite sentieri e mulattiere, il confine con l'Austria, dove sono presenti alcune casermette costruite nel periodo fascista, come base per il controllo del confine di Stato.
Benché la testata della valle sia aperta ed amena, racchiusa fra il gruppo dei Longerin (2571 m), il monte Rinaldo (2473 m) e le creste di confine, l'accesso avviene invece attraverso una stretta gola, percorsa da una strada che venne spazzata via dall'alluvione del 1966. Per questa sua caratteristica di relativa chiusura la valle è stata risparmiata dal turismo di massa e presenta ancora un aspetto naturale molto suggestivo.

## Geografia antropica
Vi sorgono diverse caratteristiche borgate, tra cui le maggiori sono Cima Canali, Prà della Fratta, Prà Marino, Costa Zucco e Costa d'Antola.

## Storia
Storiche, per i valligiani, sono state le visite di papa Giovanni Paolo II (celebrò una Messa il 12 luglio 1987 e fu a Santo Stefano di Cadore l'11 luglio 1993) e del presidente della Repubblica Sandro Pertini (1984). La valle ospitò anche, nel 1906, alcuni allenamenti che il principe Scipione Borghese effettuò con la sua vettura in vista del raid Pechino-Parigi, essendo stata giudicata simile, per la sua morfologia, a certi territori che si prevedeva di attraversare in Cina (all'evento è stata dedicata una lapide commemorativa nel settembre 2007).

## Economia
L'economia della valle si basa esclusivamente sul turismo estivo e sull'allevamento di bestiame da latte e la conseguente produzione di prodotti caseari di malga.

## Turismo

### Strada delle malghe
È anche attraversata dalla strada delle malghe, un panoramico percorso escursionistico che si sviluppa ad un'altezza media di 1860 m. Impegnativo per la durata se percorso nella sua interezza, collega le malghe Dignas (1670 m), Campobon (1927 m), Cecido (2014 m, quota massima della strada), Manzon (1890 m), Chiastellin (1968 m), Antola (1872 m) e Chivion (1745 m). Può comunque essere scomposto in diversi tratti più brevi.